# Carlo de Swart
Carlo de Swart was voorzitter van de voetbalclub Feyenoord van 1989 tot 1990. 
Van beroep was hij president-directeur van een verzekeringsmaatschappij. 
In 1978 is de splitsing tussen beleids- en amateurvoetbal een feit. De Stichting Betaald Voetbal werd opgericht. Met de komst van de Beheerstichting in 1988 wordt een andere structuur aangebracht. De stichting bestaat naast afgevaardigden van de sportclub Feyenoord ook uit andere leden. Onder hen Carlo de Swart, die vrij onverwachts verhuisde van de Beheersstichting naar de Stichting Betaald Voetbal.